# District de Charolles
Le district de Charolles est une ancienne division territoriale française du département de Saône-et-Loire de 1790 à 1795.
Il était composé des cantons de Charolles, Bel Air sur Arroux, Belveydere, Bois Marie, Bonnet Rouge, Digoin, la Guiche, Matour, Palinges, Paray, Perrecy et Verdpré.